# 分子储能方式
在研究光谱的结构时，我们先要了解分子的储能方式，以下将对分子的各种储存能量的方式一一列出：
- 移动能量：任意一在空间中运动的粒子，都应该具有动能，单个分子的平均移动动能为K.T/2。K为玻尔兹曼常数，T为绝对温度。
- 转动能量：一个由原子构成的分子，能够围绕通过分子重心的轴旋转或者绕转，于是具有转动能量。转动能量变化相对较小，极小值在1cm-1，因此，纯转动带出现在微波谱区和远红外谱区。
- 振动能量：构成分子的原子受某种类似弹簧的弹力的束缚，单个原子能够相对于原子彼此间的平衡位置而振动，分子具有了振动能量。振动能量变化通常都大于600cm-1，振动跃迁一般耦合着许多转动跃迁。这种耦合造成一组谱线，称为中红外频谱中的振转带。
- 电子能量：构成分子的电子能态发生变化也会使分子能量发生变化，因此，分子具有电子能量。典型的电子跃迁要涉及几个电子伏（约104cm-1）的能量，电子跃迁要求高能光子，所以吸收和发射通常出现在紫外或者可见光谱区。

後三种能量方式是量子化的。电子跃迁能够产生线光谱，而附带着转动跃迁和振动跃迁的能量，从而产生复杂的带状结构。